# Строительные общества
Строительные общества (building societies, Baugenossenschaften, associations de construction) имеют своей задачей содействовать удовлетворению жилищной потребности населения затратой капиталов на сооружение новых или улучшение старых зданий. Под это определение подходят как Строительные общества, которые удовлетворяют жилищную потребность своих собственных членов затратой на указанную цель образованного путём сбережений капитала, так и акционерные домостроительные общества современного типа, которые, преследуя чисто спекулятивные цели, удовлетворяют жилищную потребность тех, кто лучше оплачивает затраченный на эти предприятия капитал. До недавнего прошлого существовали исключительно Строительные общества первой категории. Родиной их является Англия.
Первообраз их появился ещё в конце XVIII в. в Бирмингаме, где сделан был первый опыт приобретения на вклады членов одного общества земельного участка для сооружения на нём зданий, поступивших в собственность его членов. Это общество само же занималось и возведением построек. Значительный толчок развитию С. обществ, основанных на начале взаимопомощи, дало шотландское строительное общество, возникшее в Кёркюдрите в 1815 г. Оно послужило прототипом для целого ряда товариществ, поставивших себе целью содействовать приобретению каждым из его членов особого дома. Очередь определялась по жребию. Сначала в состав такого товарищества входили лица, которые преследовали одну цель — путём постоянных периодических (обыкновенно ежемесячных) взносов приобрести домик. С течением времени в составе членов образовались две категории — вкладчики и заемщики, то есть лица, желающие поместить выгодно свои маленькие сбережения под процент свыше законом дозволенного.
Все эти общества состояли из точно определённого количества членов, носили характер взаимности и были созданы на известный период времени. Это так называемые временные общества (terminating Societies). Законом 1836 г. (Act of Benefit Building Societies) впервые дозволено образование товариществ, имеющих целью содействовать своим членам в приобретении домов на капитал, состоящий из их паев (не свыше 150 фн. стерл.), образуемых путём периодических взносов (не свыше 20 шилл.). Распространив на С. общества действие закона об обществах взаимопомощи, закон 1836 г. установил и для них обязательную регистрацию, сопряженную с приобретением ими особых привилегий, но за ними не были признаны права юридического лица. Ответственность членов осталась по-прежнему неограниченной. Не имели они и права заключать займы. Отсутствие надлежащих математических таблиц для определения в каждый данный момент соотношения суммы периодических поступлений от членов и выданных им в заем денег, уплата вкладчикам несоразмерно высокого процента, не оправдывавшегося установленным размером годичного погашения занятой членом суммы, построение всего плана ведения дел обществ на непрерывном доходном помещении его капитала имели последствием расстройство дел этих обществ, а в некоторых случаях — даже полное крушение. Вследствие накопления недоимок и значительности потерь паи не могли достигать своего полного размера к предположенному сроку существования данного общества. Это ставило членов в необходимость производить взносы на образование пая в течение более продолжительного времени и нести таким образом более значительные материальные жертвы. Столь ненормальный порядок вещей проистекал главным образом от  недостатка средств общества в первые годы после его устройства и от их несоразмерного обилия в последние годы его существования. Устранение этого недостатка требовало дозволения обществам заключать займы у нечленов. Такое право было признано за ними решением лорд-канцлера в 1869 г. Закон 1874 г. разрешил обществам заключать займы путём выпуска акций, подлежащих погашению в зависимости от состояния свободной наличности. Введена ограниченная ответственность членов. Закон этот предвидит устройство не только временных, но и постоянных С. обществ.
Постоянные Строительные общества стали возникать уже в 1840-х годах и постепенно вытесняли временные. Ненормальным было прежде всего обязательное закрытие временных обществ после удовлетворения жилищной потребности определённого, тесного круга лиц. Необходимость единовременного платежа всех периодических взносов лицом, которое вступало в члены спустя некоторое время после открытия С. обществом своих операций, фактически преграждала доступ в общество новым элементам. Обязательность получения из общества ссуды была крайне невыгодна для того, кто вступал в общество единственно из-за доходного помещения своих сбережений. Все эти недостатки подготовили почву для возникновения постоянных С. обществ, которые и признаны законом 1874 г.
Закон этот, однако, оставил широкий простор для различных злоупотреблений, последствием которых был крах многих обществ, вызвавший издание нового закона 1894 г. Ныне существующие в Англии С. общества вопреки их названию не занимаются сами сооружением домов для своих сочленов: они имеют лишь целью образовать путём периодических взносов своих членов капитал для выдачи ссуд членам общества под залог недвижимого имущества. Очередь получения ссуды из кассы определяется или по жребию (Ballot Soc.), или продажей её с публичного торга (Sale Soc.). Система премий, издавна заведенная, давала обществу возможность получать по своим ссудам процент больше узаконенного. Самый размер премии или бывает точно установлен, или определяется состязанием конкурентов на публичном торгу. Размер ссуды определяется в зависимости от числа паев: выдаче в виде ссуды подлежит такая именно сумма, которая вместе с процентами может быть погашена периодическими взносами сочлена. Она обыкновенно составляет 3/4 или даже 7/8 пая и даёт возможность по истечении 12-14 л. приобрести дом в собственность. Член её, получивший ссуды, может потребовать обратно свой пай с наросшими на него процентами. Оборотные средства строительных обществ образуются в настоящее время не только из членских взносов и специальных займов, но и из процентных вкладов от 1 шилл. до 2000 фн.
Платя по ним от 4 до 5 процентов, Строительные общества предоставляют право требовать возврата даже значительных вкладных сумм без предварительного уведомления. В некоторых обществах, как постоянных, так и временных, вклады составляют главную статью оборотных средств. Временные общества утрачивают, таким образом, свой прежний исключительно-взаимный характер. Продолжая существовать благодаря простоте и дешевизне своей администрации, главным образом среди рабочего класса, временные общества, несмотря на численное преобладание, отступают теперь на задний план перед постоянными, превратившимися в чисто банковые учреждения. Вступление и выход членов во всякое время совершенно свободны. Располагая значительными средствами, современные английские постоянные С. общества открывают строительный кредит в размере от одной до 6 тысяч фн. стерл., а иногда даже до 20 тыс. Эти цифры показывают, что строительные общества этой категории служат к удовлетворению жилищной потребности не рабочих, а среднего класса. Участие первых в этих обществах выражается лишь в том, что они продолжают вносить сюда свои сбережения, за которые получают довольно высокий процент. Средства, поступающие от малых вкладчиков, дают возможность открывать довольно значительный строительный кредит зажиточным лицам. Ещё более значительного развития и распространения достигли С. общества в Северо-Американских Соединённых Штатах, где они известны под названием «Building and Loan Associations». Функции С. обществ в Соединённых Штатах более широки и разнообразны, чем в Англии. Они играют роль сберегательных, заемных, С. и даже страховых учреждений. Группа лиц, из которых ни одно не обладает достаточными средствами для постройки дома, образует кооперацию. Все производят равные взносы. Они ссужаются одному лицу для устройства дома, по накоплении достаточной суммы (обыкновенно — 200 долл.). Очередь определяется предложением наивысшей премии на публичных торгах. При отсутствии соревнования заемщики уплачивают лишь номинальную сумму, на которую платят 6 %. Вместе с платежом процентов по займу заемщик должен продолжать взносы для образования своего пая. Приобретенное имущество закладывается самому же обществу, ипотечное право которого прекращается в момент «созревания» (matured) пая. Заемщик становится тогда полным собственником. Он может уплатить занятую сумму и единовременно. Участник, лишённый возможности продолжать платежи, вправе получить уплаченные деньги обратно вместе с наросшими процентами. По порядку выпуска паев С. общества в Соедин. Штатах разделяются на 1) временные (terminating), 2) общества с системой серий (serial) и 3) постоянные (permanent). Временные общества представляли первоначальную форму С. обществ и выпускали лишь одну серию паев. При этой системе пайщики должны быть непременно и заемщиками; в противном случае капиталы остаются непомещёнными, ибо общества этого типа производят все свои операции исключительно с своими членами. Общества второй категории обязаны своим названием тому, что выпускают серии в определённые промежутки времени (ежегодно или два раза в год). Они не менее постоянны, чем общества 3-го типа, которые их выпускают по мере требования. Существенного различия между последними двумя типами в действительности нет. Общества с системой серий преобладают. Несколько от них отличается Дайтоновскал система. Общества этого типа, принимая членов во всякое время без производства платежей за истекшее время, выдают займы по очереди, определяемой временем поступления требований.
Строительные общества подразделяются в США ещё на 1) местные и 2) национальные. Преимущество первых — хороший контроль и значительная экономия вследствие отсутствия расходов комиссионных и др.; но национальные Строительные общества содействуют перемещению капиталов из мест, где они имеются в избытке, в места, где ощущается недостаток. Эти общества — более позднего происхождения; к 1893 г. их было 240, а общее число С. обществ — 5838. По данным 5819 обществ, представивших отчёт, в 1893 г. состояло в них членов 1745725 (в том числе 307828 жнщ.). Среднее число членов на общество — 301 (отдельно для национальных обществ — 1637). Общее число членов-заемщиков равняется 455411 (26,25 %). Среднее число паев отдельного члена — 7,5, с среднюю стоимостью в 257,25 долларов (для национальных — 86,73 долл.). Средний размер займа — 1120 долл. Члены этих обществ приобрели 314755 домов (в том числе члены местных обществ — 290803). Только 8709 приобретателей оказались неисправными в погашении долгов, при чём общества понесли потери в размере 449599 долл. Приведённые данные приобретают особенное значение ввиду того, что членами этих обществ состоят в значительной мере люди трудящегося класса (ремесленники, рабочие и др.). В национальных обществах они составляют 54 %, в местных — 70 %. — На европейском континенте С. общ. получили значительное развитие в Дании. Они возникли здесь впервые в 60-е годы и существуют теперь в целом ряде городов. Первое место среди них занимает копенгагенский рабочий строительный союз, построивший до 1898 г. 1087 домов ценой в 8322517 крон. По исправном платеже взносов в течение 20 лет дома эти переходят в полную собственность. Всякий член, который в течение 10 лет не получил права на домик по жребию, может истребовать сумму своих взносов обратно. В 1897 г. возник в Копенгагене второй рабочий строительный союз для сооружения зданий с наемными помещениями. Благодаря плодотворной деятельности датских С. общ. 200000 чел. (свыше 4 % населения) получили возможность удовлетворить свою жилищную потребность, в том числе 13 % неимущих. В Дании члены этих обществ вербуются главным образом из среды фабричных рабочих, ремесленников и мелких служащих. — Туго развиваются С. общества в Германии, хотя уже в 1860-х годах острая жилищная нужда была предметом обсуждения на ряде съездов и послание много раз указывали на необходимость поощрения устройства основанных на самопомощи С. обществ. Тем не менее до 1870 г. возникли лишь 3 °C. общества. В 1871 г. их существовало 17, в 1875 г. — 52. В отличие от английских обществ, германские уже с первого периода их существования занимались непосредственно домостроительством или покупали готовые здания. Отсюда потребность в единовременной затрате капиталов, которые редко искали для себя помещения в этой отрасли хозяйственной деятельности.
Это обстоятельство внушило Шульце-Деличу мысль о необходимости образования двух особых обществ, из коих одно было бы построено на капиталистическом, а другое — на личном начале. Первое должно было заботиться о приобретении или сооружении зданий, второе — о побуждении членов к накоплению путём сбережений нужной для приобретения дома суммы. Значительный толчок к развитию С. обществ и к образованию строительных союзов дал закон 1889 г., допускающий существование обществ взаимопомощи с  ограниченной ответственностью; но и он не устранил трудность добывания обществами капиталов. Государство посему признало своею обязанностью оказать содействие С. обществам. В 1895 г. состоялся в Пруссии закон об отпуске из средств казначейства 5 млн марок на улучшение жилищ служащих на казённых фабриках и заводах. Закон 1898 г. ассигновал на тот же предмет ещё 5 млн марок. Число С. обществ в Германии равнялось в 1880 г. 36, в 1885-33,г. 1890 г. — 50, в 1893 г. — 101, в 1897 г. — 192, из которых опубликовали отчёт лишь 31, с 8433 членами. Они построили 82 дома, в том числе 35 с 333 наемными квартирами. Дома эти обошлись в 1875713 мар. Паи членов составляли 1455998 мар. Эти общества располагали чужим капиталом в 7707767 мар. и запасным фондом в 235610 марок. При всей скромности достигнутых результатов С. общества и в Германии являются наилучшим средством к удовлетворению жилищной нужды рабочего населения. В других европейских государствах С. общества не получили значительного развития. Во Франции сами рабочие мало проявили инициативы в этом деле. Особенного развития достигло так наз. Immobili ère d’Orlé ans (оно соорудило свыше 200 домов, ценностью свыше 2 млн фр.) и Union fonci è re в Реймсе (соорудило около 50 дом.). Большее распространение получили во Франции С. общества, основанные на капиталистическом начале. В 1898 г. во Франции было всего 25 °C. обществ и 11 товариществ. Законом 1894 г. о дешевых квартирах учреждены местные комитеты, которые должны поощрять устройство дешевых квартир. Деятельность их объединяется подведомственным министерству торговли «Высшим советом для дешевых квартир» (Conseil sup érieur des habitations à bon marché). Несмотря на ряд льгот, предоставляемых этим законом С. товариществам, он до сих пор слабо воздействовал на улучшение жилищных условий самими рабочими. Несколько лучших результатов достигли Строительные общества в Италии. Здесь встречаются строительно-производительные товарищества — рабочие группы, по преимуществу каменщиков, которые сами устраивают дома для собственных нужд и для продажи другим рабочим. Особенной известностью пользуются миланское и генуэсское товарищества. По данным министерства земледелия, С. товариществ в Италии в 1893 г. было 87. В Австрии, где возникшие ещё в шестидесятые годы Строительные общества затратили значительные капиталы на устройство домов, экономический кризис 1873 г. имел последствием крушение значительного их числа. В настоящее время насчитывают 19 °C. обществ, из которых только одно с неограниченной ответственностью. Все жильцы приобретают обитаемое ими здание на праве общей собственности, которое может быть обеспечено за каждым из них записью в ипотечные книги.
В России Строительные общества не получили почти никакого развития. Капиталы приносят ещё слишком высокую прибыль и могут выгодно быть помещены в различных промышленных предприятиях, вследствие чего их не обращают на сооружение домов для трудящихся классов. Среди последних идея о возможности удовлетворения своей жилищной нужды путём обязательных сбережений в основанном на принципе самопомощи обществе слишком слабо распространена, чтобы вызвать деятельную инициативу в этом направлении. Были, впрочем, отдельные попытки капиталистов затратить капиталы в С. дело (напр. Киевское домостроительное общество). Все, что сделано в деле улучшения жилищных условий трудящихся классов, или обязано своим осуществлением инициативе некоторых фабрикантов, устроивших помещения для своих рабочих, или носит благотворительный характер. Между тем, жилищная нужда во многих городах приняла уже характер острого хронического бедствия. С другой стороны, едва ли может подлежать сомнению, что рабочий, в котором вырабатывается способность путём сбережений обеспечить правильное удовлетворение жилищной потребности и даже приобретение собственного дома, представляет большую ценность как человек, как член общества, семьи и государства. Нельзя рассчитывать, чтобы С. обществам удалось превратить всех рабочих в собственников домов, но они во всяком случае способствуют улучшению жилищных условий по крайней мере той части рабочих, которая деятельно стремится улучшить своё положение собственными силами и средствами. Далеко не бесполезны с этой точки зрения даже те Строительные общества, которые не покоятся на принципе взаимопомощи, а имеют характер кредитных учреждений.